# Thalatha melanophrica
Thalatha melanophrica là một loài bướm đêm trong họ Noctuidae.